# Flavio Soriga
Flavio Soriga (Uta, 11 agosto 1975) è uno scrittore italiano.

## Biografia
Vincitore nel 2000 del Premio Italo Calvino per inediti con la raccolta di racconti Diavoli di Nuraiò (Il Maestrale, ripubblicato nel 2023 da Bompiani), nel 2002 ha pubblicato per Garzanti il romanzo Neropioggia (Premio Grazia Deledda Giovani 2003, ora ripubblicato da Bompiani). Nel 2003, Soriga ha partecipato come autore italiano al progetto Scritture Giovani del Festivaletteratura di Mantova. È stato accostato alla Nuova letteratura sarda formata, tra gli altri, da Sergio Atzeni, Salvatore Mannuzzu e Giulio Angioni.
Nel 2007 ha lavorato come autore al programma di Diego Cugia e Gianfranco Funari Apocalypse Show su Raiuno. Nello stesso anno gli è stata assegnata dall'Università di Vienna la donazione per giovani scrittori della Fondazione Abraham Woursell. Del 2008 è il romanzo Sardinia Blues (Bompiani), vincitore del Premio Mondello città di Palermo.
Un suo racconto è presente nell'antologia di scrittori italiani e statunitensi Il lato oscuro, curata da Roberto Santachiara per Einaudi, collana Stile Libero. Nell'ottobre 2009 ha vinto il Premio letterario Piero Chiara con la raccolta di racconti L'amore a Londra e in altri luoghi (Bompiani).
Nel 2010 ha pubblicato il romanzo Il cuore dei briganti (Bompiani), finalista al Premio Rieti. Nel 2011 ha pubblicato, per la collana Contromano dell'editore Laterza, Nuraghe Beach, la Sardegna che non visiterete mai. Ancora per Bompiani sono usciti nel 2013 il romanzo Metropolis, Martino Crissanti indaga. e nel 2019 il romanzo Nelle mie vene.
Nel 2020 ha scritto i testi del libro fotografico Vite, pubblicato dalle edizioni Corraini per Foscarini, con foto di Gianluca Vassallo, un viaggio in varie città del mondo per raccontare i diversi modi di abitare le case e la luce, da New York a Venezia, da Napoli a Copenaghen. 
Nel 2023 ha partecipato con il racconto Urnelio di Nuraiò all'antologia Sulle tracce di Gavino Clemente, Antonio Marras interpreta le collezioni del Museo Sanna di Sassari, pubblicato da Silvana editoriale, e contenente racconti di Bianca Pitzorno, Elvira Serra, Antonella Anedda, Francesco Abate e Marcello Fois.
È stato uno degli ideatori e fondatori del festival letterario di Gavoi L'isola delle storie e del festival di poesia Settembre dei poeti di Seneghe. Per più di dieci anni ha poi diretto, con la scrittrice Paola Soriga e con Geppi Cucciari, il festival letterario della Sardegna Sulla terra leggeri, a Sassari. Attualmente lavora, con le ragazze di Cooltour Gallura, alla realizzazione del festival di letteratura popolare ligghjendi di Santa Teresa Gallura.

### Esperienze televisive
Soriga esordisce in televisione nella stagione 1994/1995 prendendo parte alla trasmissione Tg dei Ragazzi e Sulla scia del Cimonoco, in onda sull'emittente regionale Sardegna Uno. Nel giugno 2011 è stato uno degli autori del programma di Rai 3 Hotel Patria, condotto da Mario Calabresi. Nella primavera del 2012 è stato autore e ha condotto i collegamenti esterni del programma di Rai 3, Robinson, condotto da Luisella Costamagna. Dal 2013 fino alla chiusura definitiva del programma è stato inviato, come tifoso del Cagliari, della trasmissione Quelli che il calcio (Rai Due). Ha fatto il videomaker per Rai Cultura, ed è stato per molti anni tra gli autori del programma tv Per un pugno di libri su Rai3. Nell'autunno del 2020 è stato autore e conduttore, con l'attore Massimiliano Medda, del programma Fase 3,5 su Videolina. Sempre per l'emittente televisiva sarda nella stagione televisiva 2022/2023 è stato ospite fisso, con uno spazio di copertina di commento dell'attualità, del programma Radar, oltre l'attualità, condotto da Nicola Scano. Nell'estate del 2022 è stato tra gli autori del programma di Rai3 Filorosso, condotto da Giorgio Zanchini.  

### Spettacoli
Dal febbraio 2020 porta in giro, con l'autore e performer Renzo Cugis, lo spettacolo Sardi della pianura, breve corso di sardità consapevole.

## Opere

### Romanzi e racconti
- Amori alla finestra, Bompiani, 2023

- Diavoli di Nuraiò, Bompiani, 2023. ISBN 9788830105331

- Neropioggia, Bompiani, 2008. ISBN 8845264998

- L'amore a Londra e in altri luoghi, Bompiani, 2009. ISBN 8845262170
- Sardinia blues, Bompiani, 2009. ISBN 8845263614
- Il cuore dei briganti, Bompiani, 2010. ISBN 8845264483
- NuraGhe beach. La Sardegna che non visiterete mai, Laterza, 2011. ISBN 884209708X
- Metropolis. Martino Crissanti indaga, Bompiani, 2013. ISBN 8845272273
- Nelle mie vene, Bompiani, 2019. ISBN 8830100412
- Sardinia noir. Tre casi per Martino Crissanti, Bompiani, 2025, ISBN 9788830107915

## Televisione
- Tg dei Ragazzi (Sardegna Uno, 1994-1995) - conduttore
- Sulla scia del Cimonoco (Sardegna Uno, 1994-1995) - conduttore
- Apocalypse Show (Rai1, 2007), autore
- Hotel Patria (Rai 3, 2011) - autore
- G'Day (LA7, 2011) - ospite
- Robinson (Rai 3, 2012) - inviato
- Quelli che... (Rai 2, 2013) - ospite
- Per un pugno di libri (Rai 3, 2013) - autore
- Fase 3,5 (Videolina, 2020), ideatore, autore e conduttore con Massimiliano Medda
- Filorosso (Rai3, 2022), autore